# Grand Prix Rakouska 2021
Grand Prix Rakouska 2021 (oficiálně Formula 1 BWT Großer Preis von Österreich 2021) se jela na okruhu Red Bull Ring ve Spielbergu v Rakousku dne 4. července 2021. Závod byl devátým v pořadí v sezóně 2021 šampionátu Formule 1.

## Kvalifikace
| Poř.                       | No. | Jezdec             | Konstruktér               | Časy v kvalifikaci | Časy v kvalifikaci | Časy v kvalifikaci | Pořadí na startu |
| Poř.                       | No. | Jezdec             | Konstruktér               | Q1                 | Q2                 | Q3                 | Pořadí na startu |
| -------------------------- | --- | ------------------ | ------------------------- | ------------------ | ------------------ | ------------------ | ---------------- |
| 1                          | 33  | Max Verstappen     | Red Bull Racing-Honda     | 1:04.249           | 1:03.927           | 1:03.720           | 1                |
| 2                          | 4   | Lando Norris       | McLaren-Mercedes          | 1:04.345           | 1:04.415           | 1:03.768           | 2                |
| 3                          | 11  | Sergio Pérez       | Red Bull Racing-Honda     | 1:04.833           | 1:04.483           | 1:03.990           | 3                |
| 4                          | 44  | Lewis Hamilton     | Mercedes                  | 1:04.506           | 1:04.258           | 1:04.014           | 4                |
| 5                          | 77  | Valtteri Bottas    | Mercedes                  | 1:04.563           | 1:04.376           | 1:04.049           | 5                |
| 6                          | 10  | Pierre Gasly       | AlphaTauri-Honda          | 1:04.841           | 1:04.412           | 1:04.107           | 6                |
| 7                          | 22  | Júki Cunoda        | AlphaTauri-Honda          | 1:04.967           | 1:04.518           | 1:04.273           | 7                |
| 8                          | 5   | Sebastian Vettel   | Aston Martin-Mercedes     | 1:04.846           | 1:04.493           | 1:04.570           | 11               |
| 9                          | 63  | George Russell     | Williams-Mercedes         | 1:04.907           | 1:04.553           | 1:04.591           | 8                |
| 10                         | 18  | Lance Stroll       | Aston Martin-Mercedes     | 1:04.927           | 1:04.547           | 1:04.618           | 9                |
| 11                         | 55  | Carlos Sainz Jr.   | Ferrari                   | 1:04.596           | 1:04.559           |                    | 10               |
| 12                         | 16  | Charles Leclerc    | Ferrari                   | 1:04.906           | 1:04.600           |                    | 12               |
| 13                         | 3   | Daniel Ricciardo   | McLaren-Mercedes          | 1:04.977           | 1:04.719           |                    | 13               |
| 14                         | 14  | Fernando Alonso    | Alpine-Renault            | 1:04.472           | 1:04.856           |                    | 14               |
| 15                         | 99  | Antonio Giovinazzi | Alfa Romeo Racing-Ferrari | 1:04.782           | 1:05.083           |                    | 15               |
| 16                         | 7   | Kimi Räikkönen     | Alfa Romeo Racing-Ferrari | 1:05.009           |                    |                    | 16               |
| 17                         | 31  | Esteban Ocon       | Alpine-Renault            | 1:05.051           |                    |                    | 17               |
| 18                         | 6   | Nicholas Latifi    | Williams-Mercedes         | 1:05.195           |                    |                    | 18               |
| 19                         | 47  | Mick Schumacher    | Haas-Ferrari              | 1:05.427           |                    |                    | 19               |
| 20                         | 9   | Nikita Mazepin     | Haas-Ferrari              | 1:05.951           |                    |                    | 20               |
| 107% času vítěze: 1:08.746 |     |                    |                           |                    |                    |                    |                  |
| Zdroj:                     |     |                    |                           |                    |                    |                    |                  |

Poznámky
1. ↑  Sebastian Vettel obdržel trest posunu o 3 místa vzad za blokování Fernanda Alonsa během kvalifikace.

## Závod
| Poř.                                                                             | No. | Jezdec             | Konstruktér               | Počet kol | Čas/Odstoupení | Pořadí na startu | Body |
| -------------------------------------------------------------------------------- | --- | ------------------ | ------------------------- | --------- | -------------- | ---------------- | ---- |
| 1                                                                                | 33  | Max Verstappen     | Red Bull Racing-Honda     | 71        | 1:23:54.513    | 1                | 26   |
| 2                                                                                | 77  | Valtteri Bottas    | Mercedes                  | 71        | +17.973        | 5                | 18   |
| 3                                                                                | 4   | Lando Norris       | McLaren-Mercedes          | 71        | +20.019        | 2                | 15   |
| 4                                                                                | 44  | Lewis Hamilton     | Mercedes                  | 71        | +46.452        | 4                | 12   |
| 5                                                                                | 55  | Carlos Sainz Jr.   | Ferrari                   | 71        | +57.144        | 10               | 10   |
| 6                                                                                | 11  | Sergio Pérez       | Red Bull Racing-Honda     | 71        | +57.915        | 3                | 8    |
| 7                                                                                | 3   | Daniel Ricciardo   | McLaren-Mercedes          | 71        | +1:00.395      | 13               | 6    |
| 8                                                                                | 16  | Charles Leclerc    | Ferrari                   | 71        | +1:01.195      | 12               | 4    |
| 9                                                                                | 10  | Pierre Gasly       | AlphaTauri-Honda          | 71        | +1:01.844      | 6                | 2    |
| 10                                                                               | 14  | Fernando Alonso    | Alpine-Renault            | 70        | +1 kolo        | 14               | 1    |
| 11                                                                               | 63  | George Russell     | Williams-Mercedes         | 70        | +1 kolo        | 8                |      |
| 12                                                                               | 22  | Júki Cunoda        | AlphaTauri-Honda          | 70        | +1 kolo        | 7                |      |
| 13                                                                               | 18  | Lance Stroll       | Aston Martin-Mercedes     | 70        | +1 kolo        | 9                |      |
| 14                                                                               | 99  | Antonio Giovinazzi | Alfa Romeo Racing-Ferrari | 70        | +1 kolo        | 15               |      |
| 15                                                                               | 7   | Kimi Räikkönen     | Alfa Romeo Racing-Ferrari | 70        | +1 kolo        | 16               |      |
| 16                                                                               | 6   | Nicholas Latifi    | Williams-Mercedes         | 70        | +1 kolo        | 18               |      |
| 17                                                                               | 5   | Sebastian Vettel   | Aston Martin-Mercedes     | 69        | Kolize         | 11               |      |
| 18                                                                               | 47  | Mick Schumacher    | Haas-Ferrari              | 69        | +2 kola        | 19               |      |
| 19                                                                               | 9   | Nikita Mazepin     | Haas-Ferrari              | 69        | +2 kola        | 20               |      |
| Ret                                                                              | 31  | Esteban Ocon       | Alpine-Renault            | 0         | Kolize         | 17               |      |
| Nejrychlejší kolo: Max Verstappen (Red Bull Racing-Honda) – 1:06.200 (v kole 62) |     |                    |                           |           |                |                  |      |
| Zdroj:                                                                           |     |                    |                           |           |                |                  |      |

Poznámky
1. ↑  Max Verstappen získal jeden bod za zajetí nejrychlejšího kola.
2. ↑  Sergio Pérez obdržel trest přičtení 10 sekund k času v cíli za vytlačení Charlese Leclerca mimo trať.
3. ↑  Júki Cunoda obdržel penalizaci 5 sekund za přejetí čáry při nájezdu do boxové uličky.
4. ↑  Lance Stroll obdržel trest přičtení 5 sekund k času v cíli za překročení rychlosti v boxové uličce.
5. 1 2  Nicholas Latifi a Nikita Mazepin obdrželi penalizaci 10 sekund stop-and-go, jejíž neodpykání znamenalo přičtení 30 sekund k času v cíli za ignorování dvojité žluté vlajky.
6. ↑  Sebastian Vettel odstoupil ze závodu, ale byl klasifikován, protože odjel více než 90 % délky závodu.

## Průběžné pořadí po závodě
Pohár jezdců
|        | Pořadí | Jezdec          | Body |
| ------ | ------ | --------------- | ---- |
|        | 1      | Max Verstappen  | 182  |
|        | 2      | Lewis Hamilton  | 150  |
|        | 3      | Sergio Pérez    | 104  |
|        | 4      | Lando Norris    | 101  |
|        | 5      | Valtteri Bottas | 92   |
| Zdroj: |        |                 |      |

Pohár konstruktérů
|        | Pořadí | Konstruktér      | Body |
| ------ | ------ | ---------------- | ---- |
|        | 1      | Red Bull-Honda   | 286  |
|        | 2      | Mercedes         | 242  |
|        | 3      | McLaren–Mercedes | 141  |
|        | 4      | Ferrari          | 122  |
|        | 5      | AlphaTauri-Honda | 48   |
| Zdroj: |        |                  |      |